# 別枝達夫
別枝 達夫（べっし たつお、1911年1月1日 - 1978年6月28日）は、日本の歴史学者。英国の海事史を専門とした。

## 来歴
鹿児島県出身。1934年、東京帝国大学西洋史学科卒。成蹊大学助教授、のち1962年に教授。

## 著書
- 『西洋の歴史』（牧書店、学校図書館文庫）　1954 - 1956
- 『文明の始まりから封建社会』（牧書店、西洋の歴史） 1962
- 『キャプテン・キッド 権力と海賊の奇妙な関係』（中公新書） 1965
- 『海事史の舞台 女王・海賊・香料』（みすず書房） 1979.11
- 『エリザベス一世』（平凡社、世界を創った人びと） 1979.4
- 『海賊の系譜』（誠文堂新光社） 1980.10

### 共著
- 『100万年の人間ものがたり』（今井登志喜共著、小学館シリーズ） 1949.4
- 『絹の道と香料の島』（護雅夫共著、文芸春秋、大世界史9） 1968

## 翻訳
- 『イギリス史物語』（ジョン・リチャード・グリーン、あかね書房、少年少女世界の歴史6） 1962
- 「悪名高い海賊たち」（C・ジョンソン、筑摩書房、『世界ノンフィクション全集48』） 1963.11
- 『英国史』改訂新版（アンドレ・J・ブールド、高山一彦共訳、白水社、文庫クセジュ） 1976
- 『香料と財宝を求めて』（ウィリアム・ネーピア、集英社、図説 探検の世界史15） 1976

## 参考
- 日本人名大事典『別枝達夫』 - コトバンク